# Nettleham
Nettleham is een civil parish in het bestuurlijke gebied West Lindsey, in het Engelse graafschap Lincolnshire met 3437 inwoners.